# Lomoviejo
Lomoviejo is een gemeente in de Spaanse provincie Valladolid in de regio Castilië en León met een oppervlakte van 27,57 km². Lomoviejo telt 183 inwoners (1 januari 2016).

## Demografische ontwikkeling
Bron: INE, 1857-2011: volkstellingen